# Robert Whitehead
Pour les articles homonymes, voir Whitehead.
Robert Whitehead né à Bolton le 3 janvier 1823 et mort le 14 novembre 1905 à Shrivenham est un ingénieur anglais et le concepteur de la première torpille navale autopropulsée (1866). 

## Un sens mécanique précoce
Issu d'une famille de petits industriels du coton de la région de Manchester, il fait des études primaires à Bolton entre 1829 et 1837. Très tôt il manifeste beaucoup d'intérêt pour les machines à vapeur qui sont en action dans de nombreuses usines autour de Bolton.
A seize ans, il entreprend un long apprentissage chez Ormerod et Fils à Manchester. Il y acquiert une solide formation pratique en dessin industriel et en mécanique, complétée par des cours à temps partiel au Manchester Mechanical Institute.
En 1846, il épouse Frances Maria Johnson et, la même année, part pour la France. Il travaille quelque temps pour un chantier naval à Toulon avant de partir pour Milan où il exerce à titre d'ingénieur indépendant dans des domaines aussi divers que les machines pour l'industrie textile en plein essor ou le drainage en Lombardie. L'Italie est alors en proie à de fréquents désordres, visant à la libérer du joug autrichien. L'insécurité croissante qui règne à Milan conduit Robert Whitehead et sa famille à quitter la ville pour aller s'établir à Trieste.  

## Une rencontre capitale
Employé par la fonderie Fonderia Metalli, il en prend la direction en 1856 et lui fait changer de nom. Désormais, elle s'appelle Stabilimento Technico Fiumano. Il se consacre à la production de chaudières à vapeur pour la marine, de machines à vapeur et de coques de navires. Sa notoriété grandissante prend vite une dimension européenne.
Il est contacté par la marine autrichienne en 1864 pour contribuer au perfectionnement d'un dispositif de défense côtière. Il s'agit d'une arme nouvelle destinée à l'attaque de navires au mouillage ou naviguant près de la côte. C'est une sorte de  mine flottante propulsée par un système à ressort ou à l'air comprimé et dirigé depuis le rivage par des câbles. L'inventeur du projet et des premiers prototypes est un capitaine autrichien à la retraite, Giovanni Biagio Luppis. Luppis et Whitehead vont collaborer pendant un temps pour mettre au point le « coastsaver ». Mais à la suite d'échecs répétés, Robert Whitehead va poursuivre seul et reconsidérer le problème avec pour fil conducteur l'idée selon laquelle l'arme doit se déplacer sous l'eau pour atteindre la cible sous la ligne de flottaison. Assisté de son jeune fils John, il va pendant des mois se consacrer à la mise au point d'une arme sous-marine à propulsion autonome. 

## Des prototypes aux premiers succès

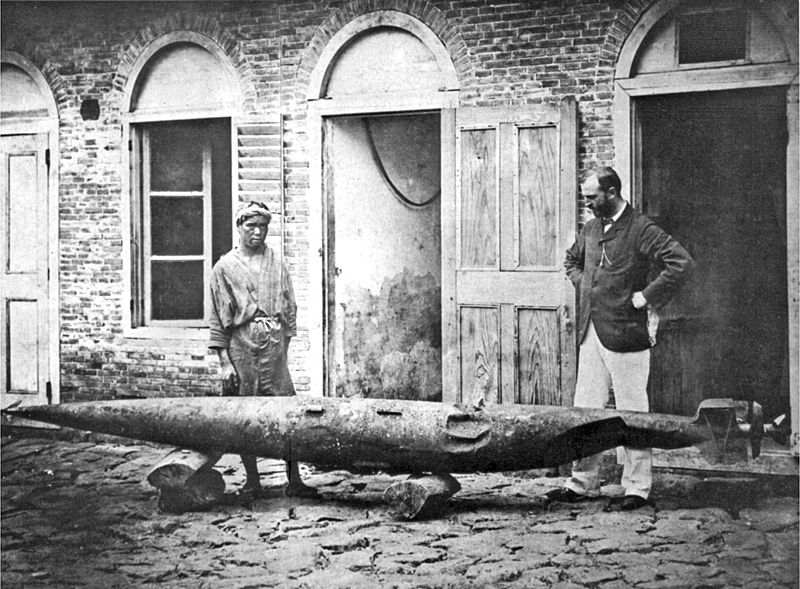
Robert Whitehead (à droite) avec une torpille endommagée après un essai, Fiume 1875.

En 1866, il expérimente avec succès la première torpille autopropulsée par de l'air comprimé prévue pour être lancée directement par un tube immergé. De multiples échecs l'ont conduit à améliorer sans cesse ses prototypes. Ainsi il utilise une valve hydrostatique associée à un balancier pour faire naviguer la torpille à une profondeur constante préréglée grâce à un ressort. Elle parcourt 200 yards à 6,5 nœuds.
En 1868, après une série d'essais la marine autrichienne passe une première commande. Robert Whitehead, conscient du potentiel commercial de son invention conserve les droits pour vendre à d'autres pays. La Royal Navy, qui a entendu parler des démonstrations de ses torpilles, l'invite en 1869 à une campagne d'essais en Angleterre. Il présente les modèles 14" (355 mm) et 16" (406 mm) de diamètre. Il obtient un gros contrat et la fabrication sous licence en Angleterre à partir de 1872.